# Krzysztof Szewczyk (koszykarz)
Krzysztof Szewczyk (ur. 20 stycznia 1977) – polski koszykarz występujący na pozycji niskiego skrzydłowego, po zakończeniu kariery zawodniczej trener koszykarski, obecnie trener Pszczółki Polski-Cukier AZS-UMCS Lublin.
6 maja 2017 został trenerem Wisły Can-Pack Kraków.

## Osiągnięcia

### Trenerskie
Koszykówka kobiet
- Mistrzostwo Polski (2023)[2]
- Wicemistrzostwo Polski (2014, 2022[3])
- Puchar Polski (2016)[4]
- Finał pucharu Polski (2014 jako asystent, 2024[5])
- Udział w rozgrywkach Eastern European Women’s Basketball League[4]
- Uczestnik mistrzostw Europy:
  - 2015 – 18. miejsce – asystent
  - U–20 (2017 – 10. miejsce)[6]
- Trener kadry Polski podczas meczu gwiazd PLKK (2015)[7]
- Asystent trenera kadry Polski podczas meczu gwiazd PLKK (2012)
- Zwycięzca II Memoriału Franciszki Cegielskiej i Małgorzaty Dydek - Gdynia Super Team (2017)[8]